# Touit
Touit Gray, 1855 è un genere di uccelli della famiglia degli Psittacidi.

## Descrizione
Sono piccoli pappagalli dal corpo compatto e dalla coda corta e arrotondata, affini, quindi, sia ai Brotogeris sia ai Pionites. Alcuni di loro presentano un leggero dimorfismo sessuale, mentre altri ne sono totalmente privi; tutti con anello perioftalmico nudo chiaro e iride chiara e con zampe e becco grigie rosate.

## Tassonomia
Comprende le seguenti specie:
- Touit batavicus (Boddaert, 1783) - pappagallino codalilla
- Touit costaricensis (Cory, 1913) - pappagallino fronterossa
- Touit dilectissimus (Sclater e Salvin, 1871) - pappagallino fronteblu
- Touit huetii (Temminck, 1830) - pappagallino spallescarlatte
- Touit melanonotus (Wied, 1820) - pappagallino dorsobruno
- Touit purpuratus (Gmelin, 1788) - pappagallino groppazaffiro
- Touit stictopterus (Sclater, 1862) - pappagallino alimacchiate
- Touit surdus (Kuhl, 1820) - pappagallino codadorata